# Josip Juratović (političar)
Josip Juratović (Koprivnica, 15. siječnja 1959.), njemački političar i sindikalni aktivist, prvi i jedini Hrvat u Bundestagu, član SPD-a.

## Život i karijera
Završetkom osnovne škole odlazi 1974. sa svojom majkom u Njemačku. Dvije godine kasnije (1976.) završava osnovnu školu u Gundelsheimu, te od 1977. do 1979. pohađa strukovnu školu u Neckarsulmu i obavlja automehaničarsku praksu u Bad Rappenauu.
Nakon završenog vojnog roka Juratović se 1981. godine zapošljava kao automehaničar u Mannheimu, a od 1982. godine prelazi u Bad Friedrichshall. Od 1983. do 2005.godine zaposlen je u tvornici AUDI AG u Neckarsulmu, prvo kao radnik u lančanoj proizvodnji, poslije kao nadzornik proizvodnje, a od 2000. godine djeluje kao profesionalni član radničkog vijeća. Od 2005. godine član je njemačkog Bundestaga.

## Sindikalne aktivnosti
Juratović je od 1983. godine član sindikata IG Metall-a, a od 1984. godine i povjerenik istog sindikata pri tvornici automobila AUDI AG u Neckarsulmu. 2000. godine izabran je za radničko vijeće u Audiju u Neckarsulmu, a od 2001. predstavnik je saveznog izvršnog odbora IG Metall-a za suradnju sa sindikatima u Jugoistočnoj Europi.
Godine 1994. osniva mirotvornu inicijativu »Novi most – neue Brücke« pri sindikatu metalaca Njemačke. Inicijativa je imala za cilj pomirenje naroda ratom zahvaćenog jugoistoka Europe, traženje rješenja za izlazak iz gospodarske krize i stvaranje zajedničkih međudržavnih integracija.
2001. godine Juratović postaje povjerenikom Međunarodnog odjela sindikata IG Metall-a zadužen za odnose sa sindikalnim organizacijama jugoistočne Europe. Od kraja 2011. godine je član odbora zaklade „Schüler helfen Leben“.

## Članstvo u SPD-u
Godine 1982. učlanjuje se u SPD, te aktivira podružnicu SPD-a u Gundelsheimu, 1992. godine postaje potpredsjednik SPD-a okruga Heilbronn, a od 1997. godine obnaša ulogu člana predsjedništva SPD-a u Baden-Württembergu. 
24. lipnja 2005. godine Josip Juratović je kao kandidat SPD-a u izbornoj jedinici Heilbronn na parlamentarnim izborima, uz pomoć IG Metall-a i mladih socijalista s 87 glasova prema 72 glasa pobijedio svojeg konkurenta Rainera Dahlema, predsjednika sindikata za odgoj i znanost (GEW) u Baden-Württembergu.

## Zastupnik u Bundestagu
Od 2004. do 2016. godine Josip Juratović je član u općinskom vijeću svojeg prebivališta Gundelsheim od 2009. do 2011. je bio član vijeća okruga Heilbronn. Godine 2005. postaje član njemačkog Bundestaga. Kandidirao se za SPD 2005., 2009., 2013., 2017. Juratović je član Odbora za vanjske poslove u Bundestagu, kao i zamjenik člana Odbora za unutarnje poslove i Odbora za poslove Europske unije. Zamjenik je člana Odbora za unutarnje poslove i član izaslanstva Bundestaga u Vijeću Europe. Uz to, Juratović je predsjednik parlamentarne skupine "Zapadni Balkan" (Srbija, Bosna i Hercegovina, Crna Gora, Kosovo, Albanija i sjeverna Makedonija), kao i zamjenik predsjednika parlamentarne skupine "Sjeverni Jadran" (Slovenija i Hrvatska) njemačkog Bundestaga. Od 2014. do 2018. bio je službenik za integraciju zastupničke skupine SPD-a.[nedostaje izvor]

## Članstvo društvenih organizacija
Juratović je član Europske parlamentarne skupine njemačkoga Bundestaga (Europa-Union Deutschland) kao i član IG Metall-a, BUND-a i AWO-a. Juratović je član upravnog odbora Zaklade za pomoć studentima, Arbeiterwohlfahrt, Društvene udruge VdK. Potpredsjednik je Društva za jugoistočnu Europu.[nedostaje izvor]

## Nagrade i priznanja
2014. godine proglašen je osobom godine po izboru čitatelja Večernjeg lista u Bosni i Hercegovini Nagradom Večernjakov pečat u kategoriji međunarodna suradnja, objektivan stav i  veliki doprinos za prijateljski odnos njemačke politike prema BiH.[nedostaje izvor]
Juratović je dobio titulu „Najprepoznatljiviji europski političar na zapadnom Balkanu“ u Ljubljani 2017. godine. Iste godine,  proglašen je Europskom osobom godine na 36. Izboru najuspješnijih poduzetnika jugoistočne i srednje Europe u Sarajevu Agencije za izbor i promociju najuspješnijih ljudi i tvrtki. Također je proglašen i osobom 2017. godine po izboru bosanskohercegovačkog serijala „U tuđoj avliji“.[nedostaje izvor]
U 2018. godini Juratović je dobio Mostarsku nagradu za mir Centra za mir i multietničku suradnju u Bosni i Hercegovini.

## Vanjske poveznice
- Osobne mrežne stranice
- Životopis na stranicama Bundestaga  Arhivirana inačica izvorne stranice od 29. srpnja 2013. (Wayback Machine)